# Manuel Pucciarelli
Manuel Pucciarelli (Prato (Itália), 17 de junho de 1991) é um futebolista profissional italiano que atua como atacante.

## Carreira
Manuel Pucciarelli começou a carreira no Empoli.